# Deporte en Kosovo

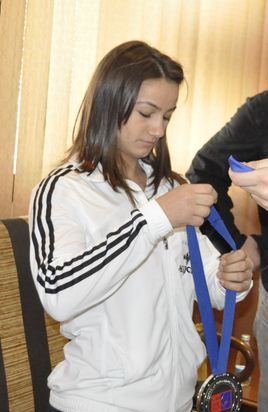
Majlinda Kelmendi, medalla de oro en judo en los JJ.OO. de 2016.

El deporte en Kosovo es una parte importante de la cultura de este territorio balcánico. Los deportes más populares allí son el fútbol y el baloncesto. Sin embargo, la mayoría de éxitos kosovares provienen de pruebas individuales como la lucha, el judo, el kárate y el boxeo.
La participación de Kosovo en las competencias internacionales está marcada por su condición de territorio en disputa: desde la declaración unilateral de independencia de 2008, Kosovo ha sido reconocida como estado soberano por 111 de los 193 miembros de Naciones Unidas. Sin embargo, buena parte de la comunidad internacional sigue considerándola una provincia de Serbia. Las federaciones kosovares han sido reconocidas como miembro de pleno derecho en diversas organizaciones deportivas, siendo las más importantes el Comité Olímpico Internacional (2014) y la Federación Internacional de Fútbol Asociación (2016). Antes de la independencia, los atletas kosovares competían bajo bandera de Yugoslavia, Serbia y Montenegro, Serbia o Albania.
Para competir con Kosovo es necesario tener la nacionalidad kosovar o acreditar orígenes kosovares. La disolución de Yugoslavia y la posterior guerra de Kosovo motivaron que un número significativo de atletas compitiesen por otros países, siendo esta la situación de Luan Krasniqi (Alemania), Xherdan Shaqiri (Suiza) o Besart Berisha (Albania). En otros casos, los internacionales kosovares han nacido en el extranjero y descienden de inmigrantes o refugiados.
Los primeros medallistas olímpicos kosovares fueron los futbolistas Milutin Šoškić, Fahrudin Jusufi y Vladimir Durković, miembros de la selección de Yugoslavia en los Juegos Olímpicos de 1960. En deportes individuales, el boxeador Aziz Salihu obtuvo un bronce en Los Ángeles 1984. Y después de la proclamación de independencia, la yudoca Majlinda Kelmendi tuvo el honor de ganar la primera medalla de oro de Kosovo en los JJ.OO. de Río de Janeiro 2016.

## Reconocimiento internacional
Debido a su soberanía discutida, Kosovo ha sido reconocido y forma parte de pleno derecho de las siguientes organizaciones deportivas internacionales hasta la fecha:
- Federación Internacional de Tenis de Mesa (ITTF) (21/5/2003)[5]
  - Unión Europea de Tenis de Mesa (ETTU)[6]
- Federación Internacional de Halterofilia (IWF) (18/6/2008)[7]
  - Federación Europea de Halterofilia (EWF) (2008)[8]
- Federación Internacional de Sóftbol (ISF) (12/8/2008)[9]
- Federación Internacional de Tiro con Arco (FITA) (1/7/2011)[10][11]
- Federación Internacional de Judo (IJF) (10/4/2012)[12]
  - Unión Europea de Judo (EJU)[13]
- Federación Mundial de Minigolf (WMF) (2012)[14]
  - Federación Europea de Minigolf (EMF) (20/4/2012)[15]
- Federación Internacional de Vela (ISAF) (8/5/2012)[16]
- Unión Internacional de Pentatlón Moderno (UIPM) (29/11/2013)[17]
- Federación Internacional de Gimnasia (FIG) (30/10/2014)[18]
  - Unión Europea de Gimnasia (UEG) (24/11/2015)[19]
- Asociación Internacional de Boxeo (AIBA) (14/11/2014)[20]
- Comité Olímpico Internacional (COI) (09/12/2014)[21]
  - Comités Olímpicos Europeos (EOC) (09/12/2014)[22]
- Federación Mundial de Karate (WKF) (13/12/2014)[23]
  - Federación Europea de Karate (EFK)[24]
- Federación Internacional de Natación (FINA) (17/2/2015)[25]
  - Liga Europea de Natación (LEN)[26]
- Federación Internacional de Baloncesto (FIBA) (13/3/2015)[27]
- Federación Mundial de Taekwondo (WTF) (12/5/2015)[28]
- Asociación Internacional de Federaciones de Atletismo (IAAF) (19/8/2015)[29]
  - Asociación Europea de Atletismo (AEA) (16/10/2015)[30]
- Federación Internacional de Tiro Deportivo (ISSF) (9/9/2015)[31]
  - Confederación Europea de Tiro (ESC)[32]
- Federación Aeronáutica Internacional (FAI) (25/9/2015)[33]
- Unión Ciclista Internacional (UCI) (25/9/2015)[34]
- Federación Internacional de Tenis (ITF) (25/9/2015)[35]
  - Federación Europea de Tenis (TE) (28/03/2015)[36]
- Comité Internacional de los Juegos Mediterráneos (CIJM) (30/10/2015)[37]
- Federación Internacional de Balonmano (IHF) (07/11/2015)[38]
  - Federación Europea de Balonmano (EHF) (20/9/2014)[39]
- Federación Internacional de Esquí (FIS) (7/11/2015)[40]
- Federación Internacional del Automóvil (FIA) (04/12/2015)[41]
- Federación Internacional de Fútbol Asociación (FIFA) (13/05/2016)[42]
  - Unión de Asociaciones Europeas de Fútbol (UEFA) (3/05/2016)
- Federación Internacional de Voleibol (FIVB) (10/10/2016)[43]
  - Confederación Europea de Voleibol (CEV) (21/01/2017)[44]

Provisional:
- Federación Mundial de Curling (WCF) (21/10/2012)[45]
- Unión Mundial de Lucha (UWW) (16/1/2015)[46]
- Federación Internacional de Ajedrez (FIDE) (9/2015)[47][48]
  - Unión Europea de Ajedrez (ECU)[49]